# Бино
Бино (фр. Binos) насеље је и општина у јужној Француској у региону Миди Пирене, у департману Горња Гарона која припада префектури Сен Годан.
По подацима из 2011. године у општини је живело 39 становника, а густина насељености је износила 19,9 становника/km². Општина се простире на површини од 1,96 km². Налази се на средњој надморској висини од 700 метара (максималној 1.606 m, а минималној 669 m).

## Демографија
| 1962. | 1968. | 1975. | 1982. | 1990. | 1999. | 2011. |
| ----- | ----- | ----- | ----- | ----- | ----- | ----- |
| 32    | 35    | 28    | 26    | 22    | 18    | 39    |

График промене броја становника у току последњих година